# Дембицкий, Мечислав

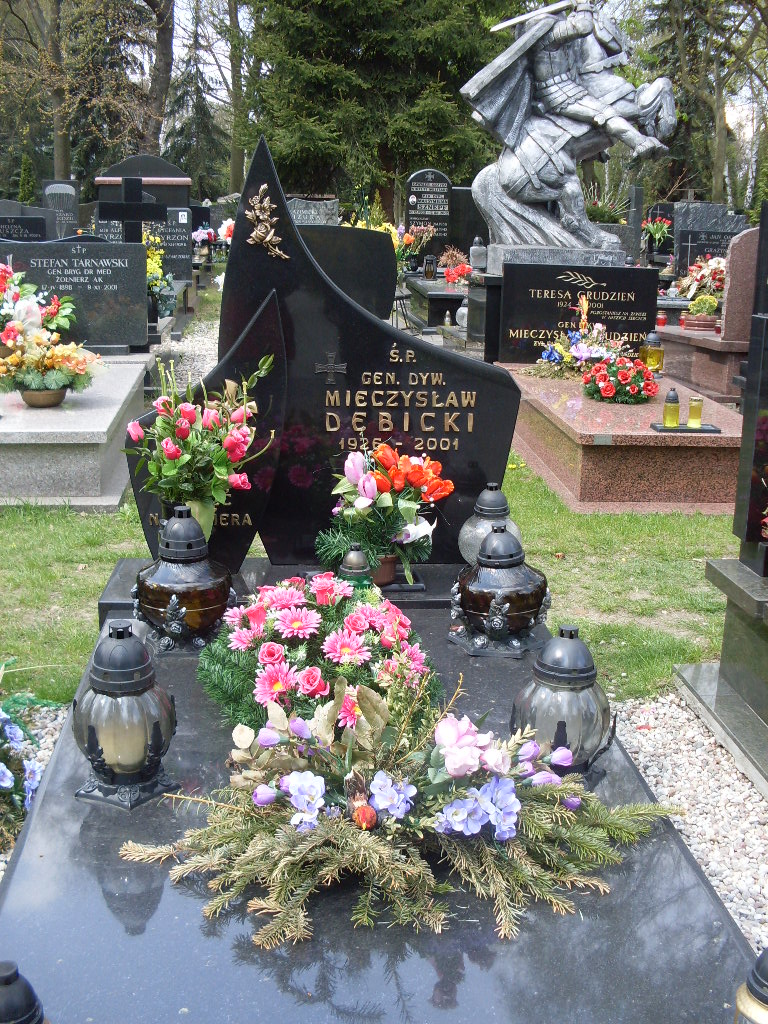
Надгробие Мечислава Дембицкого

Мечислав Дембицкий (пол. Mieczysław Debicki) — польский военный, дивизионный генерал Войска Польского, начальник Войск Охраны Границы (1965—1971), заместитель секретаря-глава секретариата Комитета Обороны Страны (1971—1983), первый заместитель главного инспектора территориальной обороны — глава инспектората Территориальной обороны и Войск внутренней обороны (1986—1988), деятель ПОРП, доктор исторических наук, президент Варшавы (1982—1986).

## Биография
В марте 1944 года вступил в 14-й полк язловецких улан Армии Крайовой под Львовом, затем солдат 4-й поморской пехотной дивизии им. Яна Килинского. Прошёл с боями от Варшавы до Колобжега, ранен в боях за Колобжег, принимал участие в боях за освобождение Варшавы. В 1945 году окончил школу пехотных офицеров и служил в 11-м пехотном полку и 62-м пехотном полку в Элке.
После окончания в 1948 году Центра обучения пехоты в Рембертове, служил в Войсках охраны границы на различных служебных должностях — помощник заместителя коменданта заставы в 11-м участке ВОГ, заместитель главы штаба 23-й бригады, 5-й бригады, начальник командного отдела ВОГ, командир 16-й бригады в Гданьске, начальник штаба бригады в Клодзко. В 1965 году назначен командующим Войск Охраны Границы (в структуре МНО) — с октября 1965 до 30 сентября 1971 года. С 1967 года бригадный генерал.
Окончил Академию Генерального штаба Войска Польского им. генерала Кароля Сверчевского в Рембертове в 1959 году и Высшую партийную школу при ЦК ПОРП в 1965 году. В 1973 году получил учёную степень доктора военных наук. С 1971 года до 19 декабря 1983 — заместитель секретаря-глава секретариата Комитета Обороны Страны. С 1975 года дивизионный генерал. С 18 февраля 1982 до 5 декабря 1986 года был президентом Варшавы и воеводой Варшавского воеводства. В 1986—1988 первый заместитель главного инспектора территориальной обороны — глава инспектората Территориальной обороны и Войск внутренней обороны. В 1988—1990 годах уполномоченный польского правительства по пребыванию советских войск на территории Польши. С 25 мая 1991 года в отставке.
Много лет был членом руководства Союза борцов за свободу и демократию. В 1985—1990 годах член Президиума Главного Совета союза. С 1990 года участвовал также в работе Союза ветеранов РП и бывших политзаключённых. В 2001 году был в числе основателей Общества кавалеров боевого ордена Креста Грюнвальда. В 1998—2001 — председатель Клуба генералов Войска Польского.

## Награды
- Орден Возрождения Польши Командор (1978)
- Орден Возрождения Польши Офицер (1968)
- Орден Возрождения Польши Кавалер (1963)
- Орден «Знамя Труда» 1-й степени (1984)
- Орден «Крест Грюнвальда» III степень (1973)
- Крест Храбрых
- Золотой Крест Заслуги (1955)
- Серебряный Крест Заслуги (1947)
- Серебряная Медаль «Заслуженным на поле Славы» дважды в 1946
- Бронзовая Медаль «Заслуженным на поле Славы» (1945)
- Юбилейная медаль «10 лет Народной Польши»
- Юбилейная медаль «30 лет Народной Польши»
- Юбилейная медаль «40 лет Народной Польши»
- Золотая Медаль «Вооружённые силы на службе Родине»
- Серебряная Медаль «Вооружённые силы на службе Родине»
- Бронзовая Медаль «Вооружённые силы на службе Родине»
- Золотая Медаль «За заслуги при защите страны»
- Серебряная Медаль «За заслуги при защите страны»
- Бронзовая Медаль «За заслуги при защите страны»

- Медаль «За укрепление боевого содружества» (СССР)
- Юбилейная медаль «Двадцать лет Победы в Великой Отечественной войне 1941—1945 гг.» (СССР)
- Юбилейная медаль «Тридцать лет Победы в Великой Отечественной войне 1941—1945 гг.» (СССР)
- Юбилейная медаль «Сорок лет Победы в Великой Отечественной войне 1941—1945 гг.» (СССР)
- Юбилейная медаль «60 лет Вооружённых Сил СССР» (СССР)
- Почётный знак Советского Комитета Ветеранов Войны (СССР)

- и другие